# Xanthorhoe congregata
Xanthorhoe congregata är en fjärilsart som beskrevs av Walker 1862. Xanthorhoe congregata ingår i släktet Xanthorhoe och familjen mätare. Inga underarter finns listade i Catalogue of Life.